# Émilie Boiron
Pour les articles homonymes, voir Boiron.
Émilie Boiron, née à Genève le 21 mai 1982, est un mannequin et présentatrice de télévision suisse.

## Biographie
Élue Miss Suisse Romande 2002, elle participe à de nombreux événements en Suisse et à l'étranger comme représentante de son pays.
De 2002 à 2007, elle est l'ambassadrice de la marque automobile Alfa Romeo et à partir de 2007 de la marque horlogère Hublot.
En 2008, elle anime et coécrit l'émission Paparanews (émission people décalée) diffusée sur Virgin 17 et produite par la société de production Be Aware (Sébastien Cauet).